# Reinhard Pottel
Reinhard Pottel (* 2. Februar 1930 in Königsberg, Ostpreußen; † 16. April 2009 in Göttingen) war ein deutscher Physiker und Hochschul-Professor für Hochfrequenztechnik.
Reinhard Pottel war ein Sohn des aus Ostpreußen stammenden und nach 1945 in Oldenburg in Holstein lebenden Oberstudienrats Bruno Pottel, eines Historikers, der das Staatliche Studienseminar in Königsberg geleitet hatte. Als Student in Göttingen verlobte sich Reinhard Pottel im Herbst 1953 mit der ebenfalls in Königsberg geborenen Diakonieschwester Rosemarie Scheibert, einer Tochter des Verwaltungsjuristen Walter Scheibert.
Pottel forschte und lehrte am Dritten Physikalischen Institut der Universität Göttingen. Im Jahr 1969 schrieb er zusammen mit Erwin Meyer das Lehrbuch Physikalische Grundlagen der Hochfrequenztechnik. Reinhard Pottel wurde 79 Jahre alt.

## Schriften (Auswahl)
- mit Erwin Meyer: Physikalische Grundlagen der Hochfrequenztechnik. In: Vieweg Verlag. 1969, S. 1–336.
- mit Ortwin Lossen: Die komplexe Dielektrizitätskonstante wäßriger Lösungen einiger 1‑1‑wertiger Elektrolyte (Salze) im Frequenzbereich 0,5 bis 38 GHz. In: Berichte der Bunsengesellschaft für physikalische Chemie. Band 71, Nr. 2, März 1967, doi:10.1002/bbpc.19670710204.
- Die komplexe Dielektrizitätskonstante wäßriger Lösungen einiger 2‑2‑wertiger Elektrolyte im Frequenzbereich 0,1 bis 38 GHz. In: Berichte der Bunsengesellschaft für physikalische Chemie. Band 69, Nr. 5, Juli 1965.
- mit Erwin Meyer: Low reflection absorbers for electromagnetic waves. In: Electronics Research Directorate. November 1960, S. 1–126 (dtic.mil [PDF]).